# Магдалена Фейстель
Магдалена Фейстель (пол. Magdalena Feistel; нар. 22 серпня 1970) — колишня польська тенісистка.
Найвищу одиночну позицію світового рейтингу — 192 місце досягла 28 лютого 1994, парну — 91 місце — 20 червня 1994 року.
Здобула 1 одиночний та 11 парних титулів туру ITF.
Найвищим досягненням на турнірах Великого шолома було 2 коло в парному розряді.
Завершила кар'єру 1998 року.

## Фінали ITF
| турніри $50,000 |
| турніри $25,000 |
| турніри $10,000 |

### Одиночний розряд: 4 (1–3)
| Результат | Ранг | Дата              | Турнір                     | Покриття  | Суперниця      | Рахунок       |
| --------- | ---- | ----------------- | -------------------------- | --------- | -------------- | ------------- |
| Поразка   | 1.   | 3 жовтня 1988     | ITF Шибеник, Югославія     | Ґрунт     | Ева Швіглерова | 5–7, 4–6      |
| Поразка   | 2.   | 6 серпня 1990     | ITF Коксейде, Бельгія      | Ґрунт     | Домінік Монамі | 2–7, 1–6      |
| Поразка   | 3.   | 21 січня 1991     | ITF Берген, Норвегія       | Килим (i) | Ельс Калленс   | 4–6, 3–6      |
| Перемога  | 4.   | 13 листопада 1995 | ITF Бад-Ґеґґінґ, Німеччина | Килим (i) | Тетяна Панова  | 1–6, 6–4, 6–3 |

### Парний розряд: 20 (11–9)
| Результат | Ранг | Дата              | Турнір                       | Покриття   | Партнерка           | Суперниці                            | Рахунок             |
| --------- | ---- | ----------------- | ---------------------------- | ---------- | ------------------- | ------------------------------------ | ------------------- |
| Поразка   | 1.   | 9 жовтня 1988     | ITF Малий Лошинь, Югославія  | Ґрунт      | Сильвія Чопек       | Кейт Макдоналд Ренне Стаббс          | 3–6, 6–1, 2–6       |
| Перемога  | 2.   | 29 травня 1989    | ITF Катовиці, Польща         | Ґрунт      | Сильвія Чопек       | Івана Янковська Ева Меліхарова       | 6–3, 4–6, 6–1       |
| Перемога  | 3.   | 18 липня 1989     | ITF Франкавілла, Італія      | Ґрунт      | Сильвія Чопек       | Мара Ейкенбом Ніноска Соуто          | 6–3, 6–2            |
| Поразка   | 4.   | 23 жовтня 1989    | ITF Хоккайдо, Японія         | Тверде     | Сильвія Чопек       | Кадзіта Ясуйо Окада Сіхо             | 6–7, 3–6            |
| Перемога  | 5.   | 8 жовтня 1990     | ITF Бол, Югославія           | Ґрунт      | Іріна Спирля        | Зденька Малкова Ева Мартінцова       | 4–6, 6–3, 6–1       |
| Перемога  | 6.   | 26 листопада 1990 | ITF Ерд, Угорщина            | Ґрунт      | Катажина Теодорович | Луціє Лудвіґова Гелена Вілдова       | 5–7, 6–4, 6–2       |
| Перемога  | 7.   | 21 січня 1991     | ITF Берген, Норвегія         | Килим (i)  | Амі Єнссон Роголт   | Мерете Баллінґ-Стокман Наталі Чан    | 6–2, 6–2            |
| Перемога  | 8.   | 20 травня 1991    | ITF Катовиці, Польща         | Ґрунт      | Гелена Вілдова      | Івана Янковська Ева Меліхарова       | 6–4, 6–7(9–11), 6–0 |
| Перемога  | 9.   | 27 травня 1991    | ITF Катовиці, Польща         | Ґрунт      | Катажина Теодорович | Домініка Горецька Зузана Вітзова     | 6–0, 5–7, 6–1       |
| Поразка   | 10.  | 28 вересня 1992   | ITF Солсбері, США            | Тверде     | Катажина Теодорович | Беверлі Бовіс Теммі Віттінгтон       | 5–7, 6–2, 0–6       |
| Перемога  | 11.  | 19 жовтня 1992    | ITF Сан-Луїс-Потосі, Мексика | Тверде     | Катажина Теодорович | Ісабела Петров Джолен Ватанабе       | 4–6, 6–4, 6–4       |
| Поразка   | 12.  | 23 листопада 1992 | ITF Нуріоотпа, Австралія     | Тверде     | Кіррілі Шарп        | Керрі-Енн Г'юз Енджи Каннінгем       | 6–4, 6–7, 2–6       |
| Перемога  | 13.  | 12 липня 1993     | ITF Дармштадт, Німеччина     | Ґрунт      | Катажина Теодорович | Лаура Гарроне Тіна Кріжан            | 4–6, 6–4, 7–5       |
| Перемога  | 14.  | 1 листопада 1993  | ITF Віламора, Португалія     | Тверде     | Катажина Теодорович | Гала Леон Гарсія Ана Сегура          | 7–6(7–1), 6–2       |
| Перемога  | 15.  | 6 грудня 1993     | ITF Валь-д'Уаз, Франція      | Тверде (i) | Олена Макарова      | Ізабель Демонжо Катрін Сюїр          | 2–6, 6–3, 6–4       |
| Поразка   | 16.  | 5 лютого 1995     | ITF Кобург, Німеччина        | Тверде (i) | Гелена Вілдова      | Седа Норландер Марлен Вайнгартнер    | 2–6, 7–6, 2–6       |
| Поразка   | 17.  | 17 липня 1995     | ITF Дармштадт, Німеччина     | Ґрунт      | Гелена Вілдова      | Светлана Кривенчева Квета Пешке      | 6–7(4–7), 2–6       |
| Поразка   | 18.  | 6 серпня 1995     | ITF Будапешт, Угорщина       | Ґрунт      | Гелена Вілдова      | Татьяна Єчменіца Светлана Кривенчева | 4–6, 3–6            |
| Поразка   | 19.  | 20 жовтня 1996    | ITF Фленсбург, Німеччина     | Килим (i)  | Квета Пешке         | Анніка Ліндстедт Анна-Карін Свенссон | 4–6, 2–6            |
| Поразка   | 20.  | 20 липня 1997     | ITF Дармштадт, Німеччина     | Ґрунт      | Ольга Іванова       | Светлана Кривенчева Павліна Нола     | 0–6, 6–2, 3–6       |